# 展毛乌头
展毛乌头（学名：Aconitum carmichaeli var. truppelianum）为毛茛科乌头属下的一个变种。

## 扩展阅读
- 維基物種上的相關：展毛乌头